# Anidride vanadica
L'anidride vanadica (o ossido di vanadio(V) o pentossido di divanadio) nota anche come vanadia, è il composto chimico di formula V2O5. Alternativamente nota come pentossido di vanadio, questo solido giallo-arancio è il più importante composto del vanadio. Per riscaldamento perde ossigeno in modo reversibile. Per questa caratteristica l'anidride vanadica catalizza molte reazioni di ossidazione; quella utilizzata su più larga scala è l'ossidazione del diossido di zolfo (SO2) per la produzione di acido solforico (H2SO4). È un composto tossico, leggermente solubile in acqua, a differenza della maggior parte degli ossidi dei metalli di transizione che sono insolubili. L'anidride vanadica è un ossido anfotero, e spesso reagisce come ossidante.
In natura l'anidride vanadica si trova nel minerale shcherbinaite; molto raro, lo si ritrova solo in alcune fumarole.

## Sintesi
L'anidride vanadica per uso tecnico è ottenuta come polvere nera da usare nella produzione di vanadio metallico e ferrovanadio. In questo caso si parte da un minerale di vanadio come la vanadinite o la carnotite, o da altro residuo contenente vanadio, e lo si arrostisce con carbonato di sodio (Na2CO3) ottenendo metavanadato di sodio (NaVO3). Questo materiale è acidificato con acido solforico (H2SO4) formando un polivanadato che precipita, ed è quindi fuso a 690 °C per ottenere anidride vanadica grezza.
L'anidride vanadica è anche il prodotto principale che si ottiene scaldando il vanadio metallico in eccesso di ossigeno, ma in questo modo il prodotto è contaminato da altri ossidi. In laboratorio, un buon metodo per preparare anidride vanadica è decomporre il metavanadato d'ammonio a circa 200 °C:
{\displaystyle {\ce {2NH4VO3->V2O5(s)\ +\ 2NH3\ +\ H2O}}}

## Reattività

### Reazioni acido-base
L'anidride vanadica è un ossido anfotero. Reagisce quindi con acidi forti non riducenti formando soluzioni che contengono ioni diossovanadio(V) (VO2+) di colore giallo pallido:
{\displaystyle {\ce {V2O5\ +\ 2HNO3->2VO2^{+}\ +\ 2NO3^{-}\ +\ H2O}}}
Da queste soluzioni il catione VO2+ è isolabile come nitrato, VO2NO3. Reagisce anche con basi forti per formare i polivanadati, una famiglia di composti con una struttura complessa che dipende dal pH. In eccesso di base forte si forma lo ione incolore ortovanadato (VO43–). Se a questa soluzione si aggiunge lentamente dell'acido, il colore diventa via via più scuro, passando da arancione a rosso, finché a circa pH 2 precipita V2O5 idrato di colore marrone. Tra pH 9 e 13 queste soluzioni contengono principalmente gli ioni {\displaystyle {\ce {HVO4^{2-}}}} e {\displaystyle {\ce {V2O7^{4-}}}}; al di sotto di pH 9 si formano varie specie ad alta condensazione, tra le quali predominano {\displaystyle {\ce {V4O12^{4-}}}} e {\displaystyle {\ce {HV10O28^{5-}}}}.
Per reazione con il cloruro di tionile si forma ossitricloruro di vanadio (VOCl3):
{\displaystyle {\ce {V2O5(s) \ + \ 3SOCl2(l) -> 2VOCl3(l) \ + \ 3SO2(g)}}}

### Reazioni redox
In V2O5 il numero di ossidazione del vanadio è {\displaystyle +5} (il massimo possibile per un elemento del Gruppo 5) e quindi agisce spesso da ossidante, formando specie di vanadio più ridotte. Ad esempio, in soluzione acquosa acido cloridrico e acido bromidrico sono ossidati formando l'alogeno corrispondente, mentre il vanadio si riduce ad una specie molto stabile di vanadio(IV), lo ione vanadile (VO2+) di colore blu:
{\displaystyle {\ce {V2O5(s)\ +\ 2HCl\ +\ 4H+->2VO^{2+}\ +\ Cl2\ +\ 3H2O}}}
L'anidride vanadica solida è ridotta dall'acido ossalico, dal monossido di carbonio (CO) e dal diossido di zolfo (SO2) per formare l'ossido di vanadio(IV) (VO2), un solido di colore blu scuro. Per ulteriore riduzione con idrogeno o eccesso di monossido di carbonio si formano miscele complesse di ossidi come {\displaystyle {\ce {V4O7}}} e {\displaystyle {\ce {V5O9}}} per poi arrivare all'ossido {\displaystyle {\ce {V2O3}}} nero.
In soluzione acida i vanadati e altre specie di vanadio(V) si possono ridurre con amalgama di zinco ottenendo una serie di specie con colori caratteristici, dove il numero di ossidazione del vanadio cala progressivamente da {\displaystyle +5} a {\displaystyle +2}:
{\displaystyle {\ce {VO3^{-}\mathrm {incolore} ->VO2^{+}\mathrm {giallo} ->VO^{2+}\mathrm {blu} ->V^{3+}\mathrm {verde} ->V^{2+}\mathrm {violetto} }}}

## Usi

### Produzione di acido solforico
L'uso principale dell'ossido di vanadio(V) è nella fabbricazione dell'acido solforico col metodo di contatto. L'acido solforico è un importante prodotto dell'industria chimica; nel 2001 ne sono state prodotte 165 milioni di tonnellate, per un valore di circa 8 miliardi di dollari. Il vanadio(V) ha un ruolo cruciale come catalizzatore dell'ossidazione moderatamente esotermica del diossido di zolfo a triossido di zolfo, che avviene da parte dell'aria:
{\displaystyle {\ce {2SO2\ +\ O2<=>2SO3}}}
La scoperta di questa semplice reazione, per la quale l'anidride vanadica è il più efficiente catalizzatore noto, ha permesso che l'acido solforico divenisse il prodotto chimico di largo consumo e basso costo quale è oggi. La reazione è condotta tra 400 °C e 620 °C; al di sotto dei 400 °C l'anidride vanadica è un catalizzatore inattivo, mentre sopra i 620 °C inizia a decomporsi. Poiché è noto che l'anidride solforosa può ridurre l'anidride vanadica a ossido di vanadio(IV) (VO2), un probabile ciclo catalitico è il seguente:
{\displaystyle {\ce {SO2\ +\ V2O5(s)->SO3(g)\ +\ 2VO2(s)}}} seguito da
{\displaystyle {\ce {2VO2(s) \ + \ {\frac {1}{2}}O2(g) -> V2O5}}}
Paradossalmente, l'anidride vanadica è usata come catalizzatore anche nella riduzione selettiva catalitica (SCR) dell'emissione di ossidi di azoto NOx in alcune centrali elettriche. Dato che l'anidride vanadica è particolarmente efficiente nel convertire il diossido di zolfo in triossido di zolfo, e quindi in acido solforico, bisogna porre particolare attenzione nella temperatura di utilizzo e localizzazione dell'unità SCR nelle centrali elettriche quando si bruciano combustibili contenenti zolfo.

### Altre ossidazioni
Un altro importante materiale industriale, usato per la fabbricazione di resine poliestere e resine alchidiche, è l'anidride maleica. Il pentossido di vanadio ne catalizza la sintesi a partire da vari composti organici di base, quali {\displaystyle n-}butano, furfurale e benzene; di questi, l'ultimo è usato nella produzione commerciale. In un processo correlato, l'anidride vanadica catalizza l'ossidazione di orto-xilene o naftalene a 350-400 °C per sintetizzare anidride ftalica, che è usata per ottenere plastificanti per la produzione di PVC.

### Altre applicazioni
In termini di quantità, il maggior uso del pentossido di vanadio è nella produzione di ferrovanadio. L'ossido è riscaldato con rottami di ferro e alluminio, ottenendo la lega ferro-vanadio, più allumina come sottoprodotto. Nel 2005 una scarsità di anidride vanadica provocò un aumento di prezzo fino a circa 40 $/kg, che a sua volta fece crescere il prezzo del ferrovanadio.
La resistenza elettrica del pentossido di vanadio ha un alto coefficiente di temperatura, e quindi l'anidride vanadica si usa in rivelatori come bolometri e microbolometri in serie per termografia.
Tra le nuove possibili applicazioni ci sono la preparazione di materiali ceramici al vanadato di bismuto per pile ad ossido solido, e batterie redox al vanadio, un tipo di batterie di flusso usata per immagazzinare energia in grossi impianti come parchi eolici.

## Attività biologica
Benché sia molto tossico per l'uomo, il vanadio si trova in vari organismi, e particolarmente nelle ascidie. Questi organismi marini contengono una proteina in grado di concentrare il vanadio fino ad un valore cento volte maggiore delle acque marine. Il ruolo di questa proteina non è conosciuto. L'idrolisi dell'anidride vanadica ad alti valori di pH produce lo ione vanadato (VO43−), che sembra inibire gli enzimi che trattano lo ione fosfato (PO43−). L'effettivo meccanismo d'azione è per ora elusivo.